# Fernando Pessoa
Fernando António Nogueira de Seabra Pessoa, znan zlasti kot Fernando Pessoa, portugalski pesnik, pisatelj, literarni kritik in prevajalec; * 13. junij 1888, Lizbona, Portugalska, † 30. november 1935, Lizbona, Portugalska.
Pisal je pod različnimi heteronimi, skupno jih je bilo 73 in najpomembnejši so Alberto Caeiro, Ricardo Reis, Álvaro de Campos ter polheteronim Bernardo Soares. Heteronimi so izmišljena imena, pod katerimi je avtor ustvarjal dela; te namišljene osebe imajo svoj življenjepis, slog pisanja in različne telesne lastnosti. 
Pisal je v portugalščini, angleščini in francoščini.
Alberto Caeiro je bil rojen 16. aprila v Lizboni in je tam tudi umrl za jetiko. Življenje mu je skoraj v celoti potekalo na posestvu v Ribateju; samo zadnjih nekaj let je spet preživel v rojstnem mestu.
Caeiro je opravil svoje delo nevešč branja in skoraj nevešč literature, skoraj brez stikov z družbo in brez kulture.
Ricardo Reis je bil rojen leta 1887 v Portu in je po letu 1919 živel v Braziliji, kamor je kot monarhist odšel v prostovoljno pregnanstvo. Šolal se je v jezuitskem zavodu in je po poklicu zdravnik. 
Álvaro de Campos je bil rojen 15. oktobra 1890 v Taviri (Algarve) in se je v Glasgowu izšolal za pomorskega inženirja; zdaj živi v Lizboni in ne opravlja svojega poklica. Caeiro je bil srednje velik čeprav je bil v resnici nežen, ni  bil videti tako nežen, kakor je bil v resnici. 
Ricardo Reis je majčkeno, a res majčkeno manjši od Caeira, močnejši in bolj suh. Álvaro de Campos je velik (1,75, 2 cm večji kakor jaz), vitek in na zunaj rahlo spominja na tip portugalskega Žida. 